# Щьоголєв Ігор Олегович
Ігор Олегович Щоголев (народ. 10 листопада 1965, Вінниця, УРСР, СРСР) — російський державний діяч. Повноважний представник президента Російської Федерації в Центральному федеральному окрузі з 26 червня 2018 року, член Ради Безпеки Російської Федерації з 3 липня 2018 року. Дійсний державний радник Російської Федерації 1-го класу.

## Життєпис
- Закінчив факультет германістики (в той час: секція германістики) Лейпцизького університету (НДР) і перекладацький факультет Московського державного інституту іноземних мов ім. Моріса Тореза. Спеціаліст із країн Європи, володіє французькою, німецькою та англійською мовами.
- 1988 — 1998 роки — працював в ІТАР-ТАРС, був власним кореспондентом агентства в Парижі.
- З 1997 року — заступник керівника служби новин ІТАР-ТАРС, був у складі групи журналістів так званого «Кремлівського пулу»[1] і висвітлював діяльність президента Бориса Єльцина.
- У 1998 році перейшов на роботу до Управління урядової інформації на посаду заступника керівника управління.
- 18 вересня 1998 року призначений прес-секретарем прем'єр-міністра РФ Євгена Примакова. У жовтні 1998 року розпорядженням голови уряду Євгена Примакова призначений на посаду керівника Управління урядової інформації апарату уряду РФ. Змінив на цій посаді Андрія Короткова, який посів посаду заступника начальника управління. Звільнений з посади у червні 1999 року і призначений радником Голови Уряду РФ Сергія Степашина.
- Січень 2000 — грудень 2001 року — начальник Управління прес-служби Адміністрації президента РФ.
- У грудні 2001 року призначений керівником протоколу президента Російської Федерації. В ході реорганізації Адміністрації президента РФ у березні 2004 року зберіг за собою посаду керівника Протоколу Президента РФ.
- З 12 травня 2008 року — голова Міністерства зв'язку і масових комунікацій, змінив на цій посаді Леоніда Реймана, який очолював міністерство з 1999 по 2008 рік.
- У серпні 2010 року обраний головою ради директорів телекомунікаційної компанії «Связьинвест»[2].
- 22 травня 2012 року призначений помічником Президента РФ[3]. У липні 2014 року його було включено до списку санкцій США[4].
- 26 червня 2018 року призначений повноважним представником Президента Російської Федерації в Центральному федеральному окрузі[5]. 3 липня 2018 року включений до складу Ради Безпеки Російської Федерації.

## Санкції
Через підтримку російської агресії та порушення територіальної цілісності України під час російсько-української війни перебуває під персональними міжнародними санкціями різних країн.
З 25 лютого 2022 року перебуває під санкціями всіх країн Європейського союзу.
З 9 травня 2022 року перебуває під санкціями Великої Британії. 
З 6 квітня 2022 року перебуває під санкціями Сполучених Штатів Америки.
З 6 серпня 2014 року перебуває під санкціями Канади.
З 4 березня 2022 року перебуває під санкціями Швейцарії.
З 25 лютого 2022 року перебуває під санкціями Австралії.
З 3 березня 2022 року перебуває під санкціями Японії.
Указом президента України Володимира Зеленського від 7 вересня 2022 року перебуває під санкціями України.
З 3 травня 2022 року перебуває під санкціями Нової Зеландії.

## Нагороди
- Орден «За заслуги перед Вітчизною» III ступеня (2012 рік)[15]
- 12 квітня 2012 нагороджений орденом РПЦ Святого благовірного князя Данила Московського II ступеня[16].

## Родина
Дружина, Римма Щоголева — доцент кафедри німецької мови в Академії зовнішньої торгівлі. Син, Святослав Щоголев, працював консультантом Вищого арбітражного суду, нині — кореспондент пропагандистського телеканалу Russia Today.

## Доходи та майно
Згідно з даними, розміщеними в декларації, яка містить відомості про доходи, витрати, про майно і зобов'язання майнового характеру осіб, що заміщають державні посади Російської Федерації, за 2018 рік Ігор Щоголев заробив 7 345 194 рубля. Дохід його дружини за той же період склав 188 868 рублів. У власності Ігоря Щоголева знаходиться квартира площею 73,4 м². Його дружина володіє земельною ділянкою площею 1350 м², дачею площею 185 м², двома квартирами площею 139 і 66 м² і гаражем площею 17 м². У власності Ігоря Щоголева також знаходиться автомобіль Audi Q7.